# Steffen Iversen
Steffen Iversen   (Oslo, 10 de novembre de 1976) és un exfutbolista noruec de la dècada de 2000.
Fou 79 cops internacional amb la selecció noruega amb la qual participà en la UEFA Euro 2000.
Pel que fa a clubs, defensà els colors de Tottenham Hotspur FC, Wolverhampton Wanderers FC, Vålerenga i Rosenborg.
El seu pare fou el futbolista Odd Iversen.